# 飛螢航空
飞萤航空（英語：FlyFirefly Sdn Bhd，通称Firefly）成立於2007年4月3日，是馬來西亞航空的全資附屬公司。经营东南亚航线和马来西亚航空的部分国内航线。樞紐機場設於马来西亚苏丹阿都阿兹沙机场（梳邦机场）以及马来西亚槟城国际机场。航空公司的首班飞机是2007年4月3日，从槟城开往哥打巴鲁。

## 运营管理
飞萤航空独立经营于其母公司马来西亚航空，它的经营更关注于马来西亚、印度尼西亚、新加坡、泰国等东南亚航线。
飞萤航空除了经营东南亚以及马来西亚的国内航线，也经营部门马来西亚航空的国内航线。2007年3月16日，马来西亚航空公司运营总监依德利斯·雅拉宣布了飞萤航空的新标志，并宣布其将与马航一道，在未来五年拓宽新的领域。其包括北美、南美与南非市场。

## 目的地

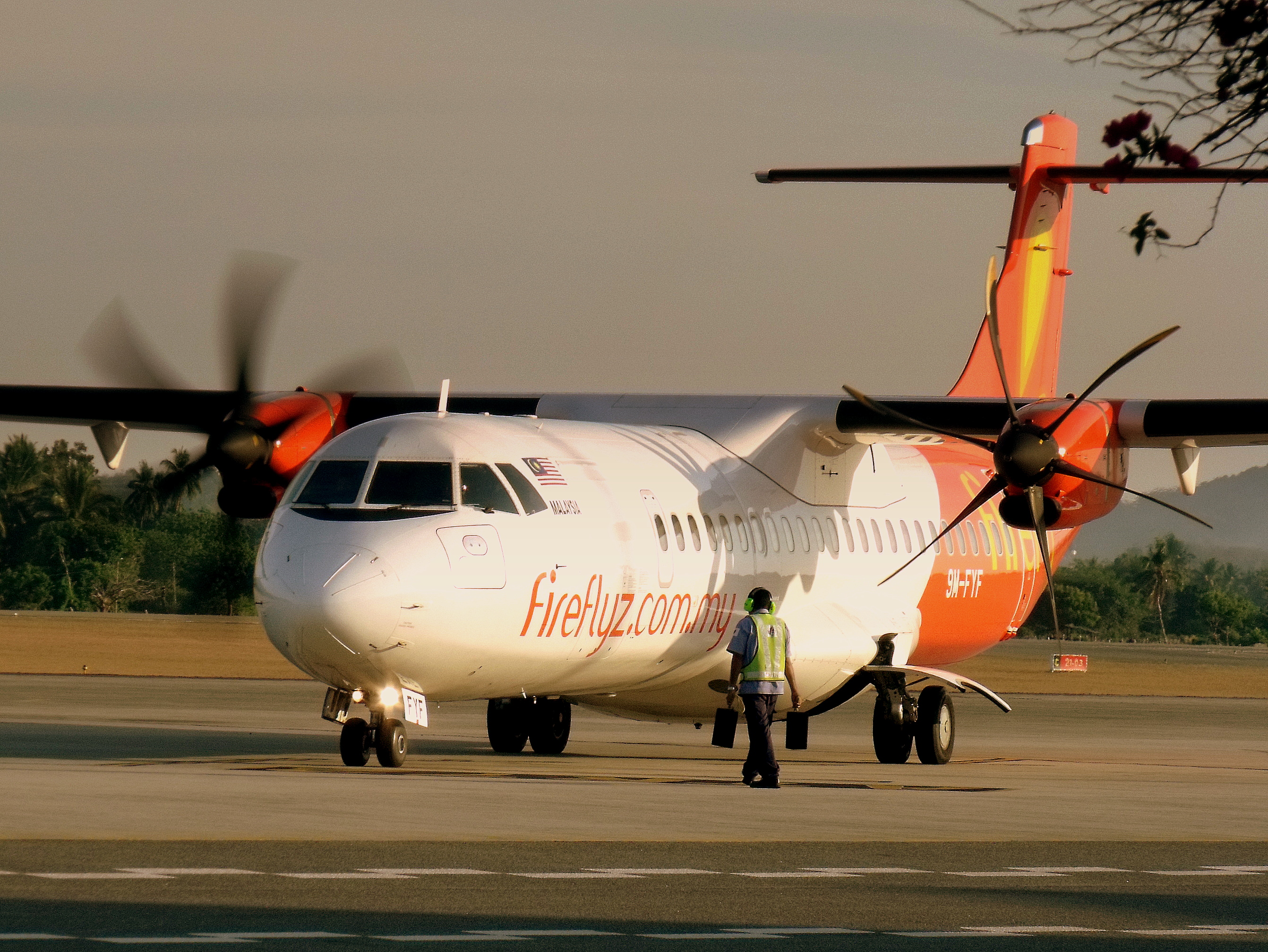
兰卡威国际机场上正准备滑行的ATR72

飞萤航空有两个航空枢纽，槟城与吉隆坡的梳邦。国内航班有从槟城出发至古晋，浮罗交怡、哥打巴鲁、梳邦、瓜拉登嘉楼与关丹的每日两航班，以及到普吉府的每日航班。从梳邦出发的航班有抵达槟城、浮罗交怡、亚罗士打、新山市、瓜拉登嘉楼、哥打巴鲁、新加坡以及印度尼西亚的北干巴鲁。2009年3月，飞萤航空宣布从槟城飞往瓜拉登嘉楼、哥达巴鲁和关丹的航班临时取消。2011年，从槟城飞往瓜拉登嘉楼、哥打巴鲁和关丹的航班恢复飞行。
 马来西亚
- 梳邦－吉隆坡梳邦机场[5] 主要枢纽
- 槟城－槟城国际机场 主要枢纽
- 新山－士乃国际机场[6][5] 次要枢纽
- 亚罗士打－亚罗士打机场 次要枢纽
- 吉隆坡－吉隆坡国际机场
- 怡保－怡保国际机场
- 哥打巴鲁－哥打巴鲁机场[6]
- 瓜拉登嘉楼－瓜拉登嘉楼国际机场
- 关丹－关丹机场
- 浮罗交怡－浮罗交怡国际机场
- 亚庇－亚庇国际机场
- 斗湖—斗湖国际机场

 印度尼西亞
- 班达亚齐－苏丹伊斯坎达·穆达国际机场

 新加坡
- 新加坡－實里達機場
- 新加坡－新加坡樟宜机场

 泰國
- 普吉－普吉国际机场

 中国
- 南京－南京禄口国际机场[7]

 澳門
- 澳門-澳門國際機場

### 未来计划
飞萤航空计划通过利用马六甲的马六甲国际机场拓宽基地。新的航班包括有马六甲至新加坡、槟城、棉兰－瓜拉纳姆和哥打巴鲁。其他新航班还有槟城至明古鲁、占碑、巨港、巴东、甲米、华欣、浮罗交怡等。此外它还计划设立从新加坡开往梳邦、槟城、关丹、瓜拉登嘉楼、怡保和马六甲的航班。

## 机队历史

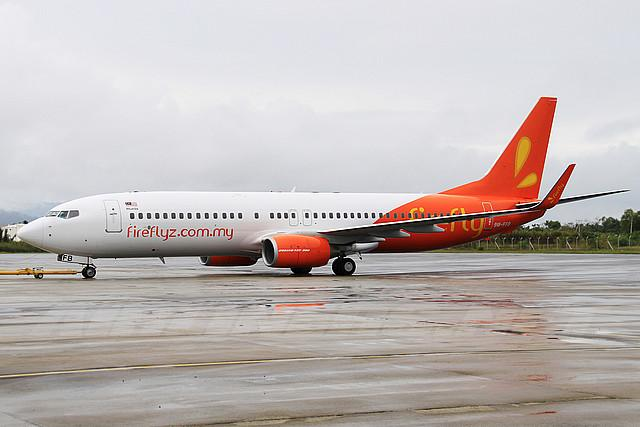
停在亚庇国际机场停机坪的飞萤航空的波音737-800飞机

飞萤航空最初是以两架50座的福克50客机开始营业，并很快租用第三架福克50拓宽业务。
2007年6月26日，马来西亚航空公司签署协议获得十架ATR 72（在这之后还有更多购买协议），以取代当初的福克50客机。2008年8月11日，第一批飞机开始到货，该年到货五架飞机；2009年到货五架，2010年到货四家，剩下的在2011年到货。所有的福克50飞机均在2008年后退役。
2010年11月8日，飞萤航空宣布从该年至2015年，购买30架波音737-800飞机以拓宽东马来西亚地区市场。它的第一批波音737-800飞机于2010年12月到货，并在2011年1月开始运营。
2011年8月16日，飞萤航空宣布在槟城和梳邦起飞的飞机只采用ATR飞机，并终止波音737-800和737-400的飞行。2011年9月16日，飞萤航空终止新山市-古晋航班。而其他波音737的航班，均在2011年10月转移给马来西亚航空。
2012年12月18日，马航购买36架ATR 72-600用于子公司使用。其中20架飞机交给飞萤航空。
2022年4月11日，飞萤航空增加了从馬航转来的波音737-800。到目前为止，飞萤航空的机队中已有5架该机型的飞机。

## 机队
截至2023年11月，飞萤航空拥有以下客机。平均机龄为13.4年
| 機型           | 服役中 | 訂購中 | 載客數 |
| -------------- | ------ | ------ | ------ |
| ATR 72         | 9      | -      | 72     |
| 波音737-800BCF | 5      | -      | 189    |
| 總計           | 14     | 0      |        |

### 已退役机型
| 機型        | 共 | 開始使用 | 退役 | 備注 |
| ----------- | -- | -------- | ---- | ---- |
| 波音737-400 | 2  | 2011     | 2014 |      |
| 福克50      | 3  | 2007     | 2009 |      |

## 外部资料
- Karim, F.N., "Firefly to start services April 2", Business Times, 15 March 2006
- Yeow, J. & Francis, I., "MAS to launch Firefly", The Sun, 15 March 2006